# Skilanglauf-Weltcup 1997/98
Der Skilanglauf-Weltcup 1997/98 war eine von der FIS organisierte Wettkampfserie. Der Weltcup  begann am 22. November 1997 in Beitostølen  und endete am 14. März 1998 in Oslo. Höhepunkt der Saison waren die Olympischen Winterspiele 1998 vom 7. Februar bis 22. Februar in Nagano. Die dort ausgetragenen Einzelwettbewerbe wurden nicht als Weltcup-Veranstaltungen gewertet.

## Männer

### Podestplätze Männer
| Datum                                                            | Austragungsort | Disziplin                   | Sieger                                                                        | Zweiter                                                                      | Dritter                                                                         |
| ---------------------------------------------------------------- | -------------- | --------------------------- | ----------------------------------------------------------------------------- | ---------------------------------------------------------------------------- | ------------------------------------------------------------------------------- |
| 22.11.1997                                                       | Beitostølen    | 10 km klassisch             | Bjørn Dæhlie                                                                  | Wladimir Smirnow                                                             | Erling Jevne                                                                    |
| 23.11.1997                                                       | Beitostølen    | 4 × 10 km Staffel klassisch | Norwegen IThomas Alsgaard Anders Eide Erling Jevne Bjørn Dæhlie               | FinnlandJari Isometsä Harri Kirvesniemi Sami Repo Kuisma Taipale             | Norwegen IISture Sivertsen Frode Estil Anders Aukland Øyvind Skaanes            |
| 07.12.1997                                                       | Santa Caterina | 4 × 10 km Staffel Freistil  | RusslandMaxim Pitschugin Wladimir Legotin Alexei Prokurorow Sergei Tschepikow | Italien IFabio Maj Silvio Fauner Pietro Piller Cottrer Roberto De Zolt Ponte | SchwedenAnders Bergström Per Elofsson Torgny Mogren Henrik Forsberg             |
| 10.12.1997                                                       | Mailand        | Sprint Freistil             | Ari Palolahti                                                                 | Thobias Fredriksson                                                          | Christian Hoffmann                                                              |
| 13.12.1997                                                       | Val di Fiemme  | 10 km klassisch             | Bjørn Dæhlie                                                                  | Sture Sivertsen                                                              | Wladimir Smirnow                                                                |
| 14.12.1997                                                       | Val di Fiemme  | 15 km Verfolgung Freistil   | Bjørn Dæhlie                                                                  | Thomas Alsgaard                                                              | Michail Botvinov                                                                |
| 16.12.1997                                                       | Val di Fiemme  | 15 km Freistil              | Fulvio Valbusa                                                                | Thomas Alsgaard                                                              | Bjørn Dæhlie                                                                    |
| 20.12.1997                                                       | Davos          | 30 km klassisch             | Bjørn Dæhlie                                                                  | Thomas Alsgaard                                                              | Erling Jevne                                                                    |
| 03.01.1998                                                       | Kawgolowo      | 30 km Freistil              | Mika Myllylä                                                                  | Thomas Alsgaard                                                              | Fabio Maj                                                                       |
| 08.01.1998                                                       | Ramsau         | 15 km klassisch             | Thomas Alsgaard                                                               | Mika Myllylä                                                                 | Jari Isometsä                                                                   |
| 10.01.1998                                                       | Ramsau         | 30 km Freistil              | Thomas Alsgaard                                                               | Silvio Fauner                                                                | Michail Botvinov                                                                |
| 11.01.1998                                                       | Ramsau         | 4 × 10 km Staffel           | ItalienFabio Maj Fulvio Valbusa Pietro Piller Cottrer Silvio Fauner           | SchwedenMathias Fredriksson Niklas Jonsson Per Elofsson Torgny Mogren        | ÖsterreichMichail Botwinow Alois Stadlober Christian Hoffmann Achim Walcher     |
| 7. bis 22. Februar 1998 – Olympische Winterspiele 1998 in Nagano |                |                             |                                                                               |                                                                              |                                                                                 |
| 07.03.1998                                                       | Lahti          | 30 km klassisch             | Wladimir Smirnow                                                              | Thomas Alsgaard                                                              | Frode Estil                                                                     |
| 08.03.1998                                                       | Lahti          | 4 × 10 km Staffel           | Finnland IHarri Kirvesniemi Mika Myllylä Sami Repo Jari Isometsä              | NorwegenFrode Estil Sture Sivertsen Anders Eide Thomas Alsgaard              | Russland IWladimir Legotin Alexei Prokurorow Andrei Nutrichin Sergei Tschepikow |
| 10.03.1998                                                       | Falun          | Teamsprint Freistil         | Schweden IMathias Fredriksson Per Elofsson                                    | NorwegenRune Torseth Tor Arne Hetland                                        | Finnland IJari Isometsä Ari Palolahti                                           |
| 11.03.1998                                                       | Falun          | 10 km Freistil              | Thomas Alsgaard                                                               | Michail Botvinov                                                             | Per Elofsson                                                                    |
| 14.03.1998                                                       | Oslo           | 50 km klassisch             | Alexei Prokurorow                                                             | Odd-Bjørn Hjelmeset                                                          | Bjørn Dæhlie                                                                    |

### Weltcupstände Männer
| Rang | Name                  | Punkte |
| ---- | --------------------- | ------ |
| 1    | Thomas Alsgaard       | 790    |
| 2    | Bjørn Dæhlie          | 678    |
| 3    | Wladimir Smirnow      | 431    |
| 4    | Michail Botwinow      | 330    |
| 5    | Jari Isometsä         | 316    |
| 6    | Fulvio Valbusa        | 310    |
| 7    | Mika Myllylä          | 308    |
| 8    | Erling Jevne          | 292    |
| 9    | Silvio Fauner         | 273    |
| 10   | Mathias Fredriksson   | 268    |
| 11   | Fabio Maj             | 252    |
| 12   | Frode Estil           | 240    |
| 13   | Henrik Forsberg       | 231    |
| 14   | Alexei Prokurorow     | 207    |
| 15   | Sture Sivertsen       | 196    |
| 16   | Torgny Mogren         | 176    |
| 17   | Pietro Piller Cottrer | 173    |
| 18   | Anders Eide           | 158    |
| 19   | Per Elofsson          | 156    |
| 20   | Odd-Bjørn Hjelmeset   | 149    |
| 21   | Alois Stadlober       | 137    |
| 22   | Krister Sørgård       | 129    |
| 23   | Maurizio Pozzi        | 112    |
| 24   | Christian Hoffmann    | 106    |
| 25   | Johann Mühlegg        | 106    |
| 26   | Andrus Veerpalu       | 101    |
| 27   | Ari Palolahti         | 100    |
| 28   | Niklas Jonsson        | 92     |
| 29   | Kristen Skjeldal      | 88     |
| 30   | Thobias Fredriksson   | 80     |
| 31   | Anders Bergström      | 78     |
| 32   | Luboš Buchta          | 76     |
| 33   | Anders Aukland        | 74     |
| 34   | Øyvind Skaanes        | 70     |
| 35   | Marco Albarello       | 68     |

| Rang | Name                   | Punkte |
| ---- | ---------------------- | ------ |
| 36   | Lars Håland            | 61     |
| 37   | Sami Repo              | 59     |
| 38   | Harri Kirvesniemi      | 57     |
| 39   | Andreas Schlütter      | 57     |
| 40   | Tore Bjonviken         | 53     |
| 41   | Peter Schlickenrieder  | 51     |
| 42   | Wladimir Legotin       | 47     |
| 43   | Markus Gandler         | 42     |
| 44   | Sergio Piller          | 36     |
| 45   | Giorgio Di Centa       | 34     |
| 46   | René Sommerfeldt       | 32     |
| 47   | Andrei Nutrichin       | 30     |
| 48   | Alexander Krawtschenko | 29     |
| 49   | Sergei Tschepikow      | 27     |
| 50   | Achim Walcher          | 27     |
| 51   | Magnus Ingesson        | 26     |
| 52   | Egil Kristiansen       | 26     |
| 53   | Cristian Zorzi         | 26     |
| 54   | Vincent Vittoz         | 23     |
| 55   | Hiroyuki Imai          | 22     |
| 56   | Christoph Sumann       | 22     |
| 57   | Juan Jesús Gutiérrez   | 21     |
| 58   | Jochen Behle           | 20     |
| 59   | Mitsuo Horigome        | 20     |
| 60   | Sergei Krjanin         | 20     |
| 61   | Jaak Mae               | 18     |
| 62   | Ivan Batory            | 17     |
| 63   | Tor Arne Hetland       | 17     |
| 64   | Patrick Rémy           | 17     |
| 65   | Valerij Soloviov       | 16     |
| 66   | Markus Hasler          | 14     |
| 67   | Øyvind Mobakken        | 14     |
| 68   | Håkan Nordbäck         | 14     |
| 69   | Gaudenzio Godioz       | 13     |
| 70   | Stephan Kunz           | 13     |

| Rang | Name                   | Punkte |
| ---- | ---------------------- | ------ |
| 71   | Maxim Pitschugin       | 13     |
| 72   | Witali Denissow        | 12     |
| 73   | Marcus Nash            | 12     |
| 74   | Vladimir Lenskiy       | 11     |
| 75   | Gilles Marguet         | 11     |
| 76   | Martin Bajčičák        | 10     |
| 77   | Dmitri Bitchenev       | 10     |
| 78   | Pavo Raudsepp          | 10     |
| 79   | Katsuhito Ebisawa      | 9      |
| 80   | Klaus Mariotti Dordi   | 9      |
| 81   | Gianantonio Zanetel    | 8      |
| 82   | Karri Hietamäki        | 7      |
| 83   | Petr Michl             | 7      |
| 84   | Håvard Solbakken       | 7      |
| 85   | Espen Bjervig          | 6      |
| 86   | Morgan Göransson       | 6      |
| 87   | Valeri Krivocheev      | 6      |
| 88   | Jiří Magál             | 6      |
| 89   | Jeremias Wigger        | 6      |
| 90   | Masaaki Kōzu           | 5      |
| 91   | Torald Rein            | 5      |
| 92   | Raul Olle              | 4      |
| 93   | Gerhard Urain          | 4      |
| 94   | Juha Alm               | 3      |
| 95   | Pietro Broggini        | 3      |
| 96   | Ričardas Panavas       | 3      |
| 97   | Joze Petkovsek         | 2      |
| 98   | Janusz Krężelok        | 2      |
| 99   | Grigori Menschenin     | 2      |
| 100  | Wjatscheslaw Plaksunow | 2      |
| 101  | Rune Torseth           | 2      |
| 102  | Wladimir Wilissow      | 2      |
| 103  | Wilhelm Aschwanden     | 1      |
| 104  | Uwe Bellmann           | 1      |
| 105  | Jukka Hartonen         | 1      |

| Rang | Name                | Punkte |
| ---- | ------------------- | ------ |
| 1    | Thomas Alsgaard     | 486    |
| 2    | Bjørn Dæhlie        | 482    |
| 3    | Wladimir Smirnow    | 247    |
| 4    | Michail Botwinow    | 230    |
| 5    | Fulvio Valbusa      | 226    |
| 6    | Henrik Forsberg     | 191    |
| 7    | Erling Jevne        | 161    |
| 8    | Mathias Fredriksson | 148    |
| 9    | Jari Isometsä       | 140    |
| 10   | Per Elofsson        | 130    |

| Rang | Name              | Punkte |
| ---- | ----------------- | ------ |
| 1    | Thomas Alsgaard   | 351    |
| 2    | Bjørn Dæhlie      | 196    |
| 2    | Mika Myllylä      | 196    |
| 4    | Wladimir Smirnow  | 184    |
| 5    | Jari Isometsä     | 176    |
| 6    | Alexei Prokurorow | 156    |
| 7    | Fabio Maj         | 155    |
| 8    | Silvio Fauner     | 145    |
| 9    | Frode Estil       | 142    |
| 10   | Erling Jevne      | 131    |

## Frauen

### Podestplätze Frauen
| Datum                                                            | Austragungsort | Disziplin                  | Sieger                                                                              | Zweiter                                                                                 | Dritter                                                                                  |
| ---------------------------------------------------------------- | -------------- | -------------------------- | ----------------------------------------------------------------------------------- | --------------------------------------------------------------------------------------- | ---------------------------------------------------------------------------------------- |
| 22.11.1997                                                       | Beitostølen    | 5 km klassisch             | Larissa Lasutina                                                                    | Bente Martinsen                                                                         | Kateřina Neumannová                                                                      |
| 23.11.1997                                                       | Beitostølen    | 4 × 5 km Staffel klassisch | Russland INatalja Baranowa-Massalkina Olga Danilowa Nina Gawriljuk Larissa Lasutina | Norwegen IAnita Moen Marit Mikkelsplass Trude Dybendahl Bente Martinsen                 | ItalienKarin Moroder Stefania Belmondo Sabina Valbusa Gabriella Paruzzi                  |
| 07.12.1997                                                       | Santa Caterina | 4 × 5 km Staffel Freistil  | Russland IJelena Välbe Julija Tschepalowa Larissa Lasutina Olga Danilowa            | Russland IINatalja Baranowa-Massalkina Olga Sawjalowa Swetlana Nageikina Nina Gawriljuk | ItalienGabriella Paruzzi Karin Moroder Sabina Valbusa Stefania Belmondo                  |
| 10.12.1997                                                       | Mailand        | Sprint Freistil            | Bente Martinsen                                                                     | Trude Dybendahl                                                                         | Anita Moen                                                                               |
| 13.12.1997                                                       | Val di Fiemme  | 5 km klassisch             | Bente Martinsen                                                                     | Anita Moen                                                                              | Larissa Lasutina                                                                         |
| 14.12.1997                                                       | Val di Fiemme  | 4 × 5 km Staffel Freistil  | Russland ISwetlana Nageikina Jelena Välbe Larissa Lasutina Olga Danilowa            | ItalienGabriella Paruzzi Manuela Di Centa Sabina Valbusa Stefania Belmondo              | Russland IINatalja Baranowa-Massalkina Olga Sawjalowa Julija Tschepalowa Nina Gawriljuk  |
| 16.12.1997                                                       | Val di Fiemme  | 15 km Freistil             | Larissa Lasutina                                                                    | Sabina Valbusa                                                                          | Stefania Belmondo                                                                        |
| 20.12.1997                                                       | Davos          | 15 km klassisch            | Jelena Välbe                                                                        | Swetlana Nageikina                                                                      | Anita Moen                                                                               |
| 04.01.1998                                                       | Kawgolowo      | 10 km Freistil             | Julia Tchepalova                                                                    | Stefania Belmondo                                                                       | Larissa Lasutina                                                                         |
| 08.01.1998                                                       | Ramsau         | 10 km klassisch            | Marit Mikkelsplass                                                                  | Bente Martinsen                                                                         | Kateřina Neumannová                                                                      |
| 09.01.1998                                                       | Ramsau         | 5 km klassisch             | Bente Martinsen                                                                     | Larissa Lasutina                                                                        | Kateřina Neumannová                                                                      |
| 11.01.1998                                                       | Ramsau         | 10 km Verfolgung Freistil  | Stefania Belmondo                                                                   | Larissa Lasutina                                                                        | Marit Mikkelsplass                                                                       |
| 7. bis 22. Februar 1998 – Olympische Winterspiele 1998 in Nagano |                |                            |                                                                                     |                                                                                         |                                                                                          |
| 07.03.1998                                                       | Lahti          | 15 km Freistil             | Stefania Belmondo                                                                   | Larissa Lasutina                                                                        | Swetlana Nageikina                                                                       |
| 08.03.1998                                                       | Lahti          | 4 × 5 km Staffel           | Russland IOlga Danilowa Larissa Lasutina Nina Gawriljuk Julija Tschepalowa          | NorwegenBente Martinsen Marit Mikkelsplass Elin Nilsen Trude Dybendahl                  | Russland IISwetlana Nageikina Natalja Baranowa-Massalkina Olga Sawjalowa Irina Skladnewa |
| 10.03.1998                                                       | Falun          | Teamsprint Freistil        | SchweizSylvia Honegger Brigitte Albrecht                                            | FrankreichSophie Villeneuve Karine Laurent Philippot                                    | Russland IIrina Skladnewa Olga Danilowa                                                  |
| 11.03.1998                                                       | Falun          | 5 km Freistil              | Larissa Lasutina                                                                    | Stefania Belmondo                                                                       | Julia Tchepalova                                                                         |
| 14.03.1998                                                       | Oslo           | 30 km klassisch            | Larissa Lasutina                                                                    | Swetlana Nageikina                                                                      | Anita Moen                                                                               |

### Weltcupstände Frauen
| Rang | Name                        | Punkte |
| ---- | --------------------------- | ------ |
| 1    | Larissa Lasutina            | 773    |
| 2    | Bente Martinsen             | 625    |
| 3    | Stefania Belmondo           | 544    |
| 4    | Anita Moen                  | 462    |
| 5    | Marit Mikkelsplass          | 416    |
| 6    | Swetlana Nageikina          | 375    |
| 7    | Olga Danilowa               | 363    |
| 8    | Trude Dybendahl             | 333    |
| 9    | Iryna Terelja               | 329    |
| 10   | Julija Tschepalowa          | 314    |
| 11   | Nina Gawriljuk              | 279    |
| 12   | Jelena Välbe                | 246    |
| 13   | Elin Nilsen                 | 214    |
| 14   | Sophie Villeneuve           | 206    |
| 15   | Kateřina Neumannová         | 203    |
| 16   | Antonina Ordina             | 184    |
| 17   | Brigitte Albrecht-Loretan   | 177    |
| 18   | Natalja Baranowa-Massalkina | 143    |
| 19   | Kristina Šmigun-Vähi        | 138    |
| 20   | Manuela Di Centa            | 134    |
| 21   | Irina Skladnewa             | 133    |
| 22   | Sabina Valbusa              | 129    |
| 23   | Maria Theurl-Walcher        | 122    |
| 24   | Maj Helen Sorkmo            | 116    |
| 25   | Olga Sawjalowa              | 114    |
| 26   | Gabriella Paruzzi           | 104    |

| Rang | Name                     | Punkte |
| ---- | ------------------------ | ------ |
| 27   | Walentyna Schewtschenko  | 94     |
| 28   | Jaroslava Bukvajová      | 90     |
| 29   | Constanze Blum           | 74     |
| 29   | Eva Kjerstadmo           | 74     |
| 31   | Sylvia Honegger          | 72     |
| 32   | Karin Moroder            | 68     |
| 33   | Beckie Scott             | 58     |
| 34   | Tuulikki Pyykkönen       | 57     |
| 35   | Andreja Mali             | 49     |
| 36   | Renate Roider            | 46     |
| 37   | Annick Vaxelaire-Pierrel | 44     |
| 38   | Alena Sinkewitsch        | 42     |
| 39   | Satu Salonen             | 39     |
| 40   | Anita Olsen Katnosa      | 38     |
| 41   | Kati Wilhelm             | 35     |
| 42   | Tina Bay                 | 34     |
| 43   | Karine Laurent Philippot | 33     |
| 44   | Sigrid Wille             | 30     |
| 45   | Fumiko Aoki              | 28     |
| 46   | Kathrine Rokke           | 28     |
| 47   | Elin Ek                  | 27     |
| 48   | Natalja Martynowa        | 26     |
| 49   | Milla Jauho              | 24     |
| 49   | Riikka Sirviö            | 24     |
| 51   | Kati Sundqvist           | 20     |
| 51   | Sumiko Yokoyama          | 20     |

| Rang | Name                   | Punkte |
| ---- | ---------------------- | ------ |
| 53   | Antonella Confortola   | 18     |
| 54   | Annika Evaldsson       | 17     |
| 54   | Kati Pulkkinen         | 17     |
| 56   | Anette Fanqvist        | 15     |
| 56   | Anne-Laure Condevaux   | 15     |
| 58   | Manuela Henkel         | 13     |
| 59   | Anna Frithioff         | 12     |
| 60   | Cristina Paluselli     | 11     |
| 60   | Natalja Sjatikowa      | 11     |
| 62   | Lilija Wassiljewa      | 10     |
| 63   | Andrea Huber           | 9      |
| 63   | Małgorzata Ruchała     | 9      |
| 63   | Tatyana Shejgas        | 9      |
| 66   | Maryna Pestrjakowa     | 8      |
| 67   | Guri Knotten           | 7      |
| 68   | Olena Hajassowa        | 6      |
| 68   | Anita Hakala           | 6      |
| 70   | Rønnaug Schei          | 5      |
| 71   | Kaisa Varis            | 4      |
| 72   | Irina Schoupletzova    | 3      |
| 73   | Anke Reschwamm-Schulze | 2      |
| 73   | Katrin Šmigun          | 2      |
| 75   | Katerina Hanušová      | 1      |
| 75   | Nataša Lačen           | 1      |
| 75   | Lara Peyrot            | 1      |
| 75   | Piia Tarvainen         | 1      |

| Rang | Name                | Punkte |
| ---- | ------------------- | ------ |
| 1    | Bente Martinsen     | 525    |
| 2    | Larissa Lasutina    | 480    |
| 3    | Stefania Belmondo   | 355    |
| 4    | Anita Moen          | 336    |
| 5    | Marit Mikkelsplass  | 281    |
| 6    | Trude Dybendahl     | 244    |
| 7    | Iryna Terelja       | 206    |
| 8    | Nina Gawriljuk      | 204    |
| 9    | Kateřina Neumannová | 200    |
| 10   | Olga Danilowa       | 199    |

| Rang | Name               | Punkte |
| ---- | ------------------ | ------ |
| 1    | Larissa Lasutina   | 293    |
| 2    | Swetlana Nageikina |        |
| 3    | Stefania Belmondo  | 208    |
| 4    | Olga Danilowa      | 164    |
| 5    | Jelena Välbe       | 136    |
| 6    | Marit Mikkelsplass | 135    |
| 7    | Anita Moen         | 126    |
| 8    | Iryna Terelja      | 123    |
| 8    | Julija Tschepalowa | 123    |
| 10   | Bente Martinsen    | 106    |